# Euodice cantans
Il becco d'argento (Euodice cantans (Gmelin, 1789)) è un uccello passeriforme appartenente alla famiglia Estrildidae.
Il nome scientifico della specie deriva dal lingua latina cantāns ("che canta") e si riferisce al suo comportamento vivace, con tendenza al canto più marcata rispetto al congenere becco di piombo.

## Descrizione

### Aspetto

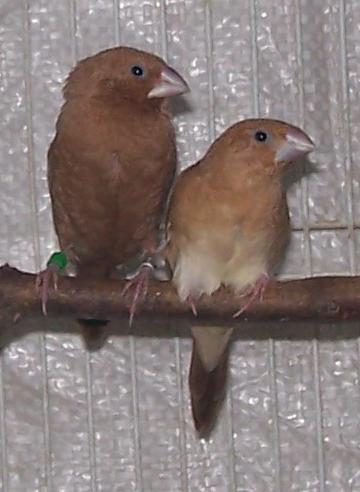
Due becchi d'argento.

L'aspetto è robusto, con becco grosso e tozzo e coda di aspetto cuneiforme.

Il piumaggio è di colore nocciola sul dorso, con tendenza a schiarirsi su gola, petto e ventre, divenendo di un colore beige quasi bianco, mentre su coda e remiganti il colore si scurisce, fino a diventare quasi nero, col codione che è proprio di questo colore e che rappresenta l'unica differenza sostanziale di colorazione rispetto all'assai simile becco di piombo, che possiede codione bianco: sui fianchi sono presenti delle bande leggermente più scure, mentre sulle ali possono essere distinte delle linee zigzaganti di colore più scuro. In generale, la colorazione tende ad assumere tonalità più chiare secondo un gradiente che va da est verso ovest, con le popolazioni arabe di questo uccello dal colore più scuro e con assenza di bande o striature. Il becco, come intuibile dal nome comune, è di colore grigio argento, così come il cerchio perioculare, che è glabro: gli occhi sono di un colore bruno molto scuro, mentre le zampe sono di color carnicino.
In cattività sono state inoltre selezionate alcune mutazioni di colore di questo uccello:
- Bruno o feomelanico, con assenza di formazione di eumelanina, dove quindi il nero è assente ed al suo posto (su ali e coda) si ha colorazione bruna;
- Ino o bianca, dove non c'è formazione di melanine (albinismo) e pertanto l'esemplare mutante si presenta completamente bianco e con occhi rossi;
- Opale, dove la melanizzazione è alterata in modo tale che le aree nere divengano grigie e quelle brune rimangano più chiare, con tendenza a scurirsi solo sul lato inferiore di ciascuna piuma;
- Pastello, dove la colorazione è più chiara rispetto alla forma ancestrale, spesso con macchie melaniche, grigiastre o bruno-rossicce più o meno estese nel piumaggio;
- Ventre scuro, caratterizzata dalla melanizzazione delle aree non pigmentate del corpo, che di conseguenza mostra ventre di colore bruno scuro, con estensione di questa colorazione maggiore nel maschio rispetto alla femmina (nella forma ancestrale invece non è presente dimorfismo sessuale);

### Dimensioni
Misura circa 10-11 cm di lunghezza, coda compresa.

## Biologia
Si tratta di uccelli diurni e tendenzialmente solitari o che vivono in coppie, ma che tuttavia in prossimità di fonti d'acqua o di cibo abbondante non esitano a riunirsi in gruppi anche numerosi, senza peraltro dare segno di aggressività interspecifica. Grazie alla colorazione, riesce a mimetizzarsi molto bene con l'ambiente circostante, sicché quando scorge un potenziale pericolo tende ad immobilizzarsi, scattando solo all'ultimo secondo ed eventualmente spruzzando fiotti d'acqua (che questi uccelli immagazzinano nel gozzo per averne disponibilità in caso di periodi siccitosi) per disorientare l'aggressore.

### Alimentazione
Il becco d'argento è un uccello dalla dieta esclusivamente granivora, che si nutre di ogni tipo di piccolo seme del cui involucro può avere ragione grazie al forte becco.

### Riproduzione
Questi uccelli non hanno un periodo riproduttivo ben definito, ma possono riprodursi in qualsiasi momento dell'anno, in modo tale da poter sfruttare al massimo i periodi piovosi per riprodursi e poter così assicurare ai nidiacei una buona quantità di cibo. In cattività, dove nella maggior parte dei casi il clima è più mite, il becco d'argento si dimostra estremamente prolifico, portando a termine anche quattro nidiate l'anno, sebbene sarebbe consigliabile non permettere alle coppie di riprodursi più di tre volte l'anno per non debilitare eccessivamente la femmina.
Il maschio corteggia la femmina tenendo nel becco una pagliuzza od uno stelo d'erba e saltellando attorno ad essa, accompagnando il tutto col proprio canto: quando la femmina è pronta all'accoppiamento, essa si accovaccia spostando lateralmente la coda, permettendo al maschio di gettare via la pagliuzza e montarla.

Il nido viene costruito da ambedue i partner, col maschio che s'incarica perlopiù del reperimento del materiale di costruzione (ramoscelli, pelo, penne e materiale fibroso), mentre la femmina lo intreccia a formare una struttura sferica: occasionalmente, tuttavia, i becchi d'argento possono utilizzare nidi abbandonati di ploceidi per la nidificazione.

All'interno del nido La femmina depone 4-7 uova biancastre, al ritmo di uno al giorno, che verranno covate a turno dalla coppia a partire dal terzo uovo deposto, per 12-13 giorni: durante la notte il maschio e la femmina dormono assieme nel nido. I pulli, ciechi ed implumi alla nascita, vengono nutriti da ambedue i genitori, inizialmente con semi rigurgitati, ed a partire dalla settimana di vita con semplici semi sgusciati: attorno ai 25 giorni di vita, essi sono in grado d'involarsi, tuttavia restano nei pressi del nido per un altro mese, ritornandovi a dormire durante la notte. A sei settimane essi sono già sessualmente maturi, ma è assai raro che essi (in particolar modo i maschi) riescano a riprodursi prima di aver compiuto l'anno di vita.

## Distribuzione e habitat

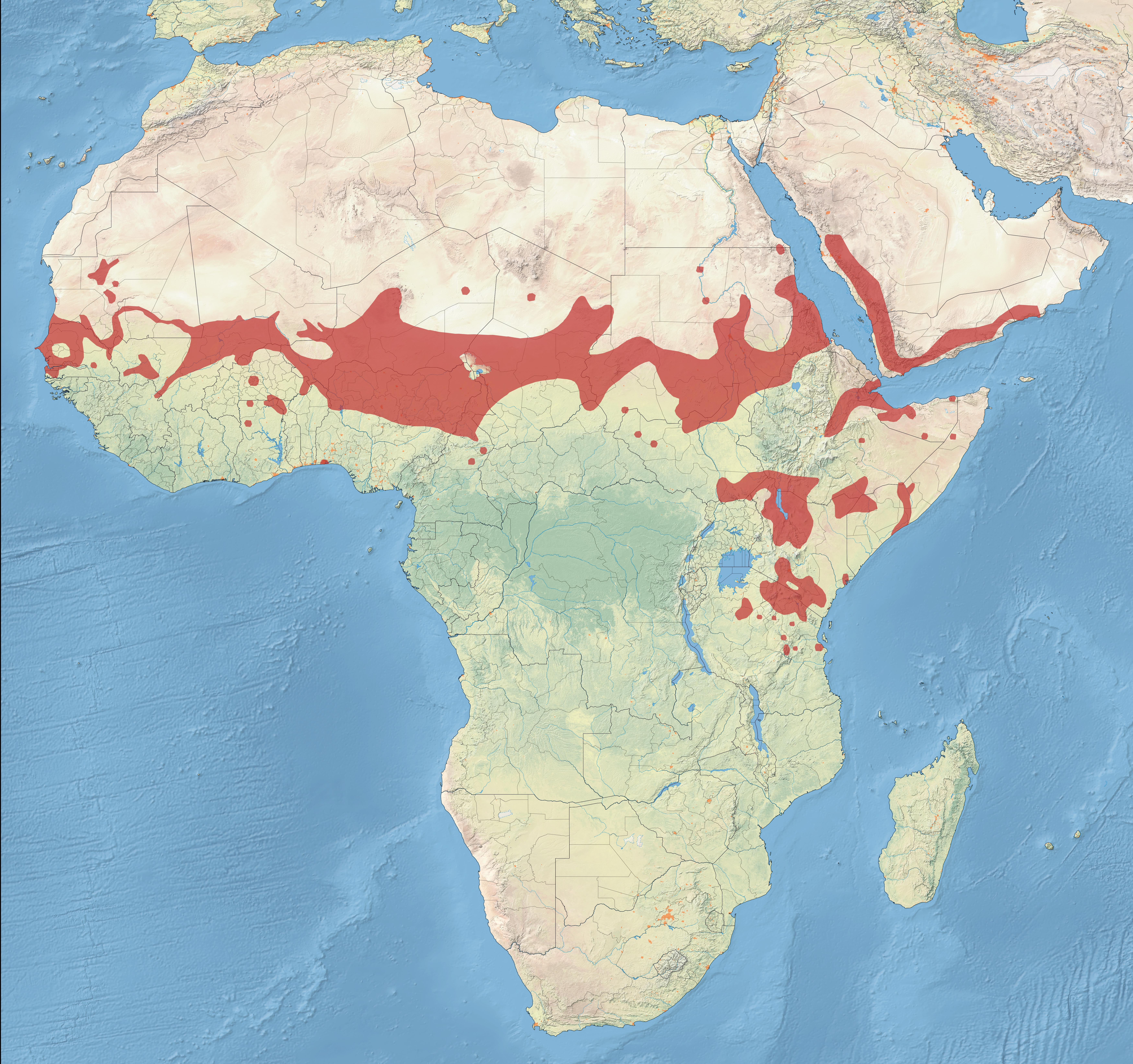
Areale del becco d'argento.

Il becco d'argento vive in un vasto areale, che comprende tutto il Sahel dal Senegal e alla Mauritania fino alle coste sudanesi ed egiziane del Mar Rosso, spingendosi a sud attraverso tutto il Corno d'Africa e nella fascia costiera dell'Africa orientale, fino alla Tanzania centrale. Esso è inoltre presente anche lungo la fascia costiera meridionale della penisola araba ed in Hadramaut.
Questa specie è un'abitatrice delle aree secche e semidesertiche, con copertura erbosa più o meno fitta e presenza di alberi o cespugli sparsi: la si trova quindi nelle aree di savana e nelle praterie, mentre essa tende ad evitare generalmente le aree a prevalenza rocciosa e quelle montane, sebbene sia possibile avvistarne esemplari isolati ad altezze che possono toccare i 2000 m.

## Tassonomia
Il becco d'argento è stato storicamente ascritto al genere Lonchura in virtù della somiglianza morfologica con gli appartenente a questo genere, a volte occupando un proprio sottogenere, Euodice. Attualmente, si tende a considerare questo uccello come facente parte di un genere a sé stante, imparentato sì anche con le munie del genere Lonchura ma basale rispetto a tutti gli estrildidi africani ed asiatici.
Se ne riconoscono due sottospecie:
- Euodice cantans cantans, la sottospecie nominale, diffusa in gran parte del Sahel dal Senegal al Sudan;
- Euodice cantans orientalis Lorenz von Liburnau & Hellmayr, 1901, diffusa in Somalia settentrionale e nella parte meridionale della Penisola Arabica, priva di striature sui fianchi e con ventre molto chiaro;

In passato venivano riconosciute altre due sottospecie, inornata dell'Acrocoro Etiopico e meridionalis dell'Africa orientale, attualmente soppresse e confluite nella sottospecie nominale. Anche il congenere becco di piombo è stato considerato una sottospecie del becco d'argento col nome di Euodice cantans malabarica, in quanto queste due specie sono molto simili e si ibridano facilmente dando peraltro prole fertile: tuttavia, mettendo a contatto popolazioni delle due specie si nota come esse tendano a non mescolarsi né a riconoscere esemplari dell'altra specie come conspecifici, accoppiandosi di preferenza ad esemplari della propria specie.